# ŠKO-Energo Aréna
Die ŠKO-Energo Aréna ist eine Eissporthalle in der tschechischen Stadt Mladá Boleslav in Mittelböhmen. Sie bietet Platz für 4.200 Zuschauer. Der Hauptnutzer des Gebäudekomplexes ist der Eishockeyclub BK Mladá Boleslav, der alle Heimspiele der Nachwuchs- und Profimannschaften hier austrägt.

## Geschichte
1956 wurde in Mladá Boleslav ein Kunsteisstadion erbaut, das eine Zuschauerkapazität von 10.372 Zuschauern bot und am 26. November 1956 eröffnet wurde. 1959 fanden Spiele der Platzierungsrunde um die Plätze 7–12 der Eishockey-Weltmeisterschaft im Eisstadion von Mladá Boleslav statt. In den 1970er Jahren erfuhr das Freiluftstadion seinen ersten Umbau, als eine Sitzplatztribüne für 1.010 Zuschauer errichtet wurde. 1980 wurde mit den Bauarbeiten zur Überdachung des Stadions begonnen, die am 2. Oktober des gleichen Jahres abgeschlossen wurden. Gleichzeitig wurde die Sitzplatzkapazität auf 2.372 erhöht. Die Gesamtkapazität sank dabei auf 7.500 Zuschauer. In den 1990er Jahren erfolgte eine Modernisierung der Inneneinrichtung und Kühltechnik. 
2006 erfolgte ein weiterer Umbau, als weitere Steh- in Sitzplätze umgewandelt wurden. Seither stehen insgesamt 3.700 Sitz- und 500 Stehplätze zur Verfügung.
Zwischen 2006 und 2008 hieß das Eisstadion Zlatopramen Arena nach einem der Hauptsponsoren des Vereins, der Brauerei Zlatopramen, die zu Heineken gehört. Ab 2008 heißt das Stadion Metrostav Aréna, nach dem Bauunternehmen Metrostav. Seit der Spielzeit 2010/11 der tschechischen Extraliga heißt das Halle ŠKO-Energo Aréna nach dem Energieversorger für die Stadt Mladá Boleslav und für die Fahrzeugfabrik von Škoda Auto. Im Sommer 2009 wurden weitere mobile Tribünen für etwa 500 Zuschauer installiert.
Neben der klimatisierte Haupthalle mit einer Standard-Eisfläche von 60 × 30 Meter gibt es eine kleine Nebenhalle mit einer Eisfläche von 56 × 26 Meter. Sie wird hauptsächlich zu Trainingszwecken und öffentliches Eislaufen genutzt. Die Arena verfügt über ein Fitnessstudio und einen beleuchteten Parkplatz für 400 PKWs und vier Busse. Das Restaurant ist mit 80 Plätzen ausgestattet und bietet über WLAN Internetanschluss, drei große Bildschirme und Blick auf die Haupteisfläche. Das Restaurant kann auch für Feiern und Veranstaltungen gemietet werden.